# Viveronne
La Viveronne est un ruisseau français du département de la Charente (région Nouvelle-Aquitaine), affluent de la Tude et sous-affluent de la Dordogne par la Dronne et l'Isle.

## Géographie
Elle prend sa source vers 125 mètres d'altitude sur la commune de Brossac, un kilomètre au nord-nord-est du bourg, près du lieu-dit chez Louainet. Ces sources s'appellent aussi les Fontenelles et l'ancienne villa gallo-romaine de la Coue d'Auzenat y avait fait une prise d'eau pour son aqueduc.
La Viveronne rejoint la Tude en rive droite, vers 45 mètres d'altitude, juste au sud de Chalais.
Sa longueur est de 11,5 km.
Son seul affluent répertorié est, en rive gauche, l’Auzance, un ruisseau long de 8,2 km .

## Département, communes et cantons traversés
La Viveronne traverse 1 département, 2 cantons, et 5 communes :
- Département de la Charente
  - Elle prend sa source dans le canton de Brossac :
    - Brossac (source)

  - et passe ensuite dans le canton de Chalais :
    - Bardenac
    - Brie-sous-Chalais
    - Curac
    - Chalais (confluence)

La Viveronne et ses affluents
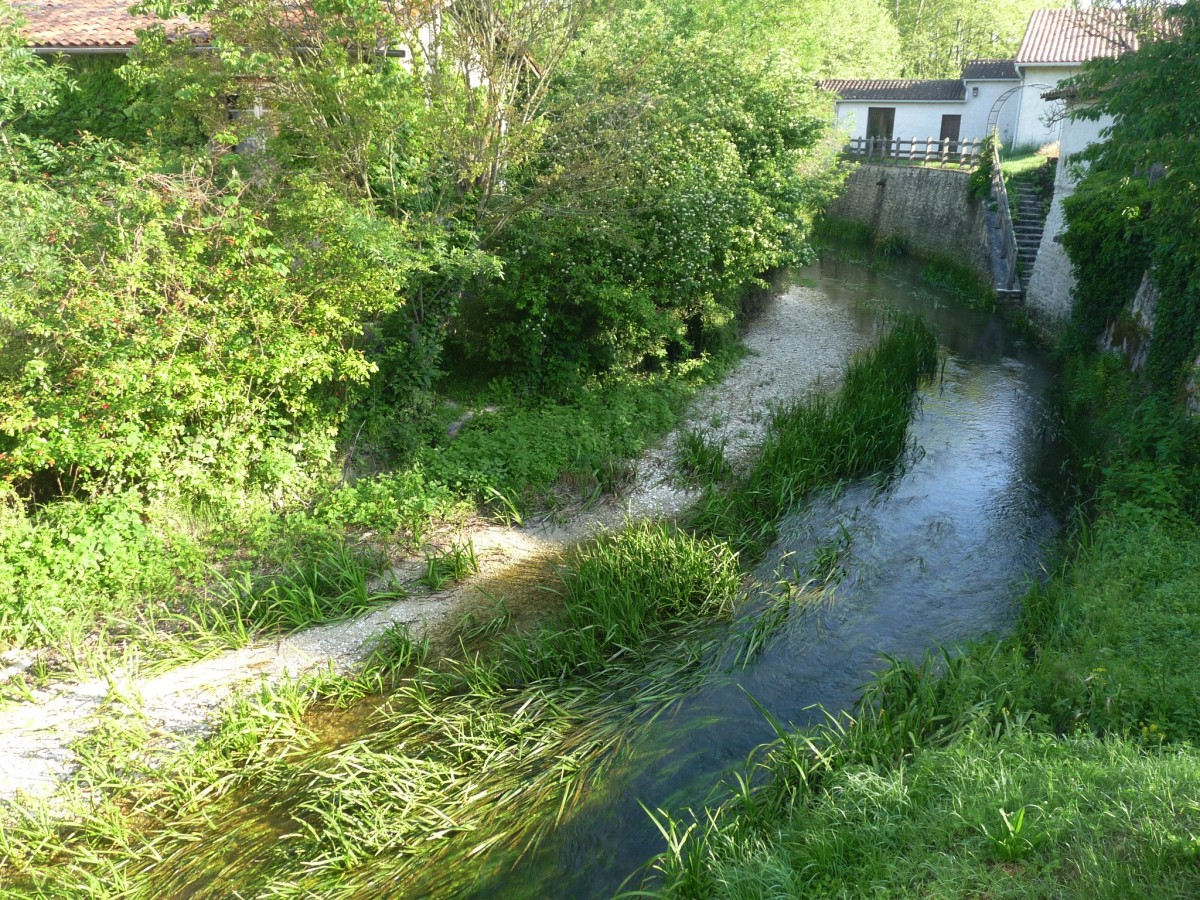
La Viveronne à Chalais (pont de la D.20)
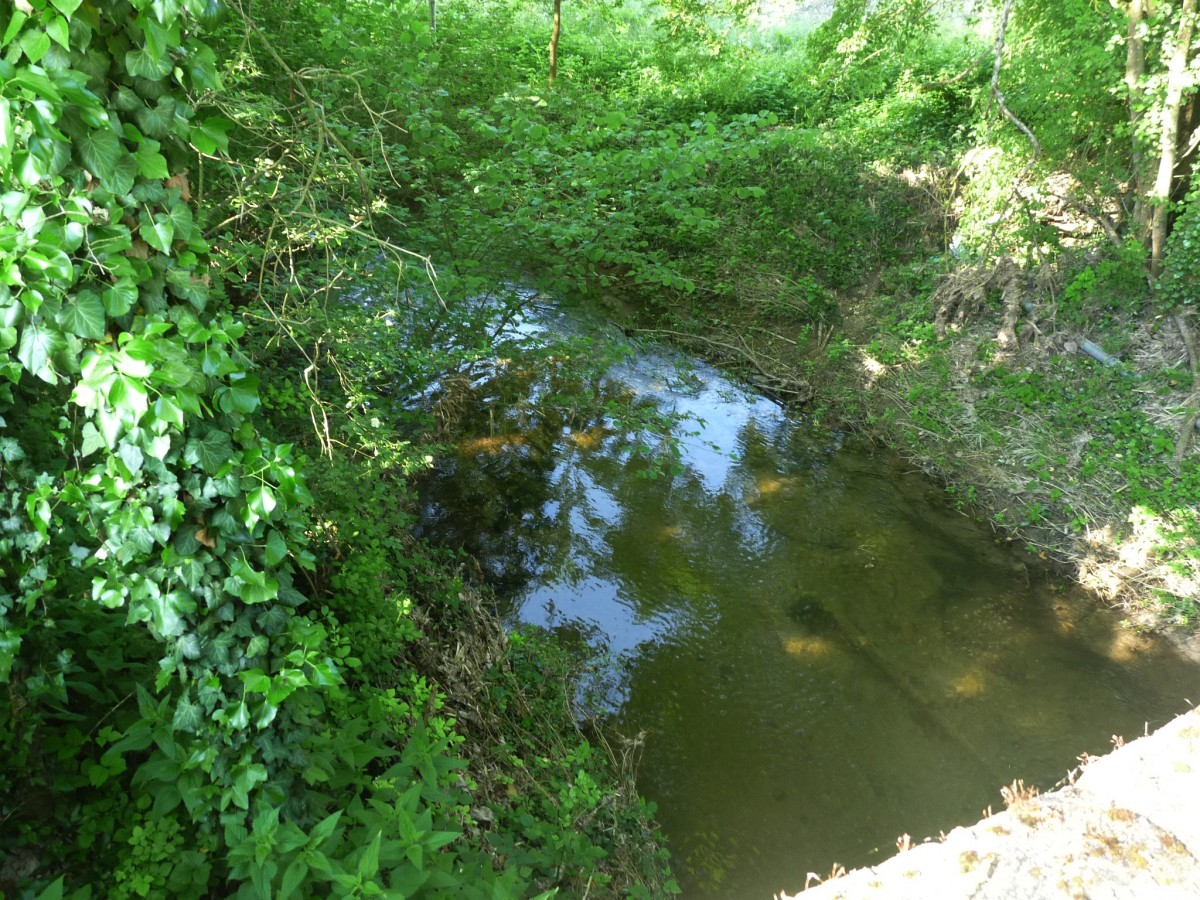
L'Auzance à Pontéreau (Brie-sous-Chalais)